# Mastodon (софтвер)
Mastodon је услуга друштвеног умрежавања са слободним и отвореним кодом.